# Полиоксометалат
Полиоксометалатът (полиоксиметалат) е полиатомен йон, често анион, който съдържа три или повече оксоаниона на преходен метал, свързвани помежду си с кислородни атоми. Някои аниони често се образуват големи и затварени триизмерни мрежи.

## История
Първият полиоксометалат, наречен амониев фосфомолибдат, е открит от Й.Я. Берцелиус през 1826 г.

## Структури
| Хексамолибдат                        | Декаванадат                        | Додекаволфрамат                                | Голям изополимолибдат                      |
| Хексамолибдат, Mo6O192-              | Декаванадат, V10O286−              | Додекаволфрамат (параволфрамат B), H2M12O4210− | Хексатриаконтамолибдат, Mo36O112(H2O)168−  |
| Хексамолибдат                        | Структура на фосфоволфраматния йон | Доусънов йон                                   |                                            |
| Страндбергова структура, HP2Mo5O234- | Кегинова структура, XM12O40n-      | Доусънова структура, X2M18O62n−                |                                            |
| Андърсънов йон                       | Йон на Алман-Уу                    | Полиоксометалат на Уикли-Ямейз                 | Полиоксометалат на Декстър-Силвеъртън      |
| Андърсънова структура, XM6O24n−      | Структура на Алман-Уу, XM9O32n−    | Структура на Уикли-Ямейз, XM10O36n−            | Структура на Декстър-Силвеъртън, XM12O42n− |

### Хетероатоми
- 4-координатни (четиристенни)
- 6-координатни (осмостени)
- 8-координатни (квадратни антипризматични)
- 12-координатни (двадесетостенни)

### Изомерия
| α-XM12O40n- | β-XM12O40n- | γ-XM12O40n- | δ-XM12O40n-  | ε-XM12O40n-    |
| ----------- | ----------- | ----------- | ------------ | -------------- |
| алфа-изомер | бета-изомер | гама-изомер | делта-изомер | епсилон-изомер |

Октамолибдатът проявява изомерия - алфа и бета.